# Ramón Díaz (Fußballspieler)
Ramón Ángel Díaz (genannt El Pelad; * 29. August 1959 in La Rioja) ist ein argentinischer Fußballspieler und -trainer. Seine aktive Karriere verbrachte er vor allem bei seinem Stammklub River Plate, aber auch in Italien, Frankreich und zum Karriereausklang in Japan. Mit Diego Maradona gewann er die Junioren-Fußballweltmeisterschaft 1979, bei der er auch als Torschützenkönig erfolgreich war. Zudem nahm er mit dem Jahrhundertspieler an der Fußball-Weltmeisterschaft 1982 teil, bei der den Argentiniern allerdings das Aus bereits in der Gruppenphase ereilte.
Nach seiner Karriere als aktiver trat er als langjähriger Trainer von River Plate in Erscheinung, übernahm aber auch das Traineramt bei den Klubs Oxford United, CA San Lorenzo oder Club América. Bei River Plate zählt er, die geholten Titel betrachtend, zu den erfolgreichsten Trainern in der mehr als 110-jährigen Vereinsgeschichte.
Bei den Anhängern von River Plate aber auch von CA San Lorenzo besitzt Ramón Díaz einen Kultstatus.

## Vereinskarriere

### Karrierebeginn bei River Plate
Nachdem er im Jahre 1959 in La Rioja in der gleichnamigen argentinischen Provinz geboren wurde, zog es Ramón Díaz noch in jungen Jahren in die Hauptstadt Buenos Aires, wo er beim lokalen Großklub River Plate, der bereits zu dieser Zeit als einer der großen Ausbildungsvereine in Argentinien galt, in dessen Jugendabteilung aufgenommen wurde. Dort wurde er vor allem durch den ehemaligen argentinischen Internationalen Norberto Yácono ausgebildet. Dieser war es auch, der das junge Offensivtalent Ramón Díaz an „die Maschine“ Ángel Labruna empfahl, der zu diesem Zeitpunkt die Herrenmannschaft des Klubs trainierte. Labruna nahm ihn deshalb auf Probe für die damals noch unter dem Namen Metropolitano ausgetragene erste Hälfte der Primera División in das Profiteam auf, wo er sogleich aufgrund seiner Leistungen auffiel. Sein Debüt in der höchsten argentinischen Fußballliga gab Díaz am 13. August 1978 bei einem 1:0-Erfolg über den CA Colón, ehe er nur vier Runden später, am 30. August 1978, bei einem 1:1-Remis gegen den Quilmes AC seinen ersten Treffer in einer Profiliga erzielte. Bis zum Saisonende brachte er es so auf insgesamt 14 Ligaauftritte und fünf Tore, musste aber die anschließende Nacional 1978, die zweite Saisonhälfte, wieder in den Jugendmannschaften verbringen. Erst in der Metro 1979 hatte der gelernte Stürmer seinen neuerlichen Durchbruch in den Profikader, wo der Angreifer in sechs absolvierten Partien drei Mal ins gegnerische Tor traf und zum Saisonende den Meistertitel gewann.
Auch in der darauffolgenden Nacional 1979 konnte das von Labruna trainierte Team brillieren und entschied die Meisterschaft aufgrund der Auswärtstorregel nach zwei Remis in den beiden Finalbegegnungen gegen die Unión de Santa Fe für sich. Díaz selbst wurde in den beiden Finalspielen ebenfalls eingesetzt und konnte bis zum Meisterschaftsende auf 16 Ligaeinsätze und neun erzielte Tore zurückblicken. In der Folgesaison, der Metro 1980, konnte Díaz seine Einsätze und seine Torgefährlichkeit noch weiter steigern, konnte aber mit 14 Treffern bei 27 Meisterschaftsauftritten bei weitem nicht an die Erfolge seines ehemaligen U-20- und seit dem Vorjahr auch A-Nationalteamkollegen Diego Maradona anschließen, der die Torschützenliste zu dieser Zeit klar dominierte. Dennoch setzte sich Díaz mit River Plate im Endklassement vor dem Maradona-Klub Argentinos Juniors durch und holte erneut den Meistertitel zu Gunsten der Millonarios in die Hauptstadt. Während die Erfolge im Schlussteil des Jahres 1980 ausblieben, agierte Ramón Díaz als einer der Stammakteure in der Angriffsreihe von River Plate, wobei er es bei 13 Auftritten acht Mal zum Torerfolg kam. In der Metro 1981, erzielte er in 30 Ligapartien 14 Tore.

### Nach Erfolgen in der Heimat und der WM '82 nach Italien
In der Nacional 1981 wurde erneut der Meistertitel gewonnen. Auf immerhin 17 Meisterschaftseinsätze, jedoch nur vier Treffer brachte es Díaz dabei bis zum Meisterschaftsende. Nachdem er mit seinem Heimatland an der Weltmeisterschaft 1982 in Spanien teilgenommen hatte, dabei zumeist nur als Ersatz im Angriff der Argentinier diente und mit einem späten Tor im letzten Spiel gegen Brasilien seinen einzigen Treffer in Bewerb beisteuerte, wurden dennoch verschiedene europäische Vereine auf den eher kleinen Stürmer aufmerksam. Nach der WM verstärkte sich schließlich der italienische Erstligist SSC Neapel mit dem quirligen Linksfuß und zahlten für ihn eine kolportierte Ablösesumme von 1.430.000 US-Dollar. Gleich ab Saisonbeginn eingesetzt, erzielte dieser bereits am 26. September 1982, in der dritten Runde der laufenden Saison seinen ersten Treffer für die Neapolitaner bei einem 2:0-Heimerfolg über die US Catanzaro. Die Meisterschaft beendete er mit der Mannschaft auf dem zehnten Platz, nur zwei Punkte von einem Abstiegsplatz entfernt, wobei es Díaz selbst auf 25 Meisterschaftsspiele brachte und dabei drei Tore erzielte.
Über Neapel kam Díaz im Sommer 1983 ins nahegelegene Avellino, wo er von der US Avellino unter Vertrag genommen wurde und dort noch in seiner ersten Saison zum erfolgreichsten Torschützen des Teams avancierte. Nach 24 Einsätzen und sieben Toren beendete der Argentinier die Spielzeit 1983/84 auf dem 11. Tabellenrang. Auch in der Saison 1984/85 gelang dem Team, das nach dem Karriereende des Spielführers Salvatore Di Somma den ebenso erfahrenen Franco Colomba als Mannschaftskapitän bestimmte, erneut knapp der Klassenerhalt. Mit fünf Treffern in 27 Einsätzen war Díaz einer der erfolgreichsten Torschützen im Team der Kampanier. In der Saison 1985/86 steigerte der Linksfuß seine Torquote auf das Doppelte und kam bei ebenso vielen Einsätzen wie im Vorjahr auf zehn Treffer, wobei er es nicht nur zum besten Torschützen seines Teams brachte, sondern auch mehr als ein Drittel aller Tore seiner Mannschaft erzielte und es damit auch auf den fünften Platz in der ligaweiten Torschützenliste schaffte. Im Saisonverlauf reichte es allerdings erneut für einen elften Platz. Nachdem auch andere Stammkräfte zum Ende der Saison 1985/86 den Verein verließen und unter anderem der Brasilianer Dirceu und der Österreicher Walter Schachner als neue Offensivkräfte in den Kader geholt wurden, wechselte Díaz zur AC Florenz.

### Stabilität bei der AC Florenz
Bei den Florentinern schaffte er rasch den Durchbruch und agierte über die gesamte Spielzeit 1986/87 hinweg als Stammkraft, bis zum Saisonende brachte er es auf 29 Einsätze und zehn Tore. Zusammen mit seinem Landsmann Diego Maradona und dem Italiener Aldo Serena rangierte Díaz hinter Pietro Paolo Virdis, Gianluca Vialli und Alessandro Altobelli auf Rang 4 in der ligaweiten Torschützenliste. Anfangs unter Eugenio Bersellini im Einsatz, brachte erst Erfolgstrainer Sven-Göran Eriksson den Aufschwung beim Klub aus der Toskana. Durch diesen kam die Mannschaft in der auf 18 Team aufgestockten Liga bis auf den achten Rang vor und schied auch in der Coppa Italia 1987/88 erst knapp im Achtelfinale aus. Selbst kam Ramón Díaz auf eine Bilanz von 24 Ligaeinsätzen und sieben Toren. Dabei war er noch vor Roberto Baggio mit sechs Treffern der gefährlichste Torschütze im Kader der Florentiner. Nach zwei Jahren wechselte er im Sommer 1988 zum Großklub Inter Mailand. In Oberitalien brachte er es neben Spielern wie Aldo Serena, Nicola Berti Lothar Matthäus oder Andreas Brehme als Stammkraft auf insgesamt 33 Ligaauftritte, bei denen er zwölf Tore erzielte. Für die Mannschaft, die in der gesamten Saison 1988/89 nur zwei Niederlagen hinnehmen musste, reichte es am Ende der Saison mit einem Vorsprung von elf Punkten auf den Nächstplatzierten, die SSC Neapel, leicht für den Meistertitel in der höchsten italienischen Spielklasse. Während Serena, der Torschützenkönig der Saison (22 Tore), bei Inter Mailand verblieb, zog es den 1,72 m großen Argentinier für die darauffolgende Spielzeit nach Frankreich, nachdem er zu dieser Zeit bereits von verschiedenen Vereinen umworben wurde.

### Wechsel nach Frankreich und Rückkehr in die Heimat
Auch nach seinem Transfer zur AS Monaco, wo er sein Ligadebüt am 26. August 1989 bei einer 0:2-Niederlage gegen den SC Toulon gab, nahm die Offensivkraft bzw. die Torgefährlichkeit von Díaz nicht ab. Obgleich er 28 Ligaspiele absolvierte, war er neben anderen Offensivakteuren wie Fabrice Mège, George Weah, dem in der Spielzeit 1990/91 kaum eingesetzten Glenn Hoddle oder dem ebenfalls nur wenig zum Einsatz gekommenen Mark Hateley mit Abstand der erfolgreichste Torschütze der Monegassen in dieser Saison. Mit dem allgemein schwächelnden Youssouf Fofana, der bei 30 Einsätzen kein einziges Tor erzielte, bildete oftmals im Verlauf der Saison ein nur einseitig erfolgreiches Sturmduo. Vor allem Díaz und der Defensivabteilung der AS Monaco, die wenigstens Tore der gesamten Liga zuließ, war es zu verdanken, dass die Mannschaft zum Saisonende auf dem dritten Tabellenplatz rangierte und sich dadurch einen Startplatz in der ersten Runde des UEFA-Pokals 1990/91 sicherte. Noch davor nahm die Mannschaft als Pokalfinalist des Vorjahres am Europapokal der Pokalsieger 1989/90 teil, wo Díaz in sieben Partien eingesetzt wurde, zwei Mal traf und erst im Halbfinale gegen Sampdoria Genua vom laufenden Bewerb ausschied. Im anschließenden UEFA-Pokal 1990/91 setzte man den Argentinier in fünf Partien ein, in denen er immerhin zwei Tore erzielte, und mit der Mannschaft bis in die dritte Runde vorkam. Innerhalb der Liga erhöhte sich seine Einsatzzahl im Gegensatz zum Vorjahr, wobei er bereits in 32 von 38 möglich gewesenen Partien zum Einsatz kam und hierbei neun Treffer erzielte. Dabei war er nach dem 24-jährigen George Weah der zweiterfolgreichste Stürmer im Profikader der Monegassen. Parallel dazu wurde Díaz, der nach sechs Einsätzen und einem Treffer mit der Mannschaft den französischen Fußballpokal 1990/91 gewann, auch noch in einer Partie der B-Mannschaft mit Spielbetrieb in der drittklassigen Division 3 eingesetzt und zudem mit vier Punkten Rückstand auf Olympique Marseille Vizemeister der französischen Division 1.
Nach einer erfolgreichen Zeit in Frankreich kehrte der fast 32-Jährige nach zehn Jahren im Ausland wieder in seine Heimat und zu seinem einstigen Ausbildungsverein River Plate zurück, wo er vor allem mit seiner Auslandserfahrung profitierte. Bei seinen 17 Spielen, die ihr in der Torneo Apertura 1991 absolvierte, gelangen ihm gleich 14 Tore, womit er um drei Tore besser war als der Zweitplatzierte in der Torschützenliste, der Vélez-Sársfield-Stürmer Esteban González. Dies war auch das erste und gleichzeitig einzige Mal in seiner Karriere, dass Díaz die Torschützenkrone in seinem Heimatland erhielt. Zudem konnte er mit der Mannschaft auch noch die Apertura 1991 gewinnen und als Meister in die nachfolgende Torneo Clausura 1992 starten, in der er einmal mehr als Torschütze erfolgreich war. Bei 14 absolvierten Meisterschaftsspielen und sechs Treffern schaffte er es mit der Mannschaft allerdings lediglich auf den fünften Tabellenplatz im Endklassement. Die nachfolgende Torneo Apertura 1992 lief für alle Beteiligten von River Plate wiederum wesentlich erfolgreicher, als man hinter den Boca Juniors den Vizemeister stellte. Ramón Díaz wurde in der laufenden Saison in 17 Partien eingesetzt und kam dabei sieben Mal zum Torerfolg. Nur mehr wenige torlose Einsätze folgten in der Torneo Clausura 1993, ehe der einstige argentinische Internationale beschloss, seine Karriere gut bezahlt in Japan, in der neugegründeten J. League, ausklingen zu lassen.

### Von Erfolg begleiteter Karriereausklang in Japan
In der neuen japanischen Liga nach Ablösung der langgedienten Japan Soccer League schlug die argentinische Offensivkraft, die beim Verein Yokohama F. Marinos unterkam, sofort ein. In der zuerst ausgetragenen Suntory Series und der nachfolgenden NICOS Series rangierten die Marinos beide Male auf dem dritten Tabellenplatz, kamen aber in der zusammengefügten Gesamttabelle lediglich auf den vierten Platz. Obgleich somit wesentliche Erfolge in der Liga ausblieben, konnte sich Ramón Díaz klar durchsetzen und führte die Torschützenliste bis zum Saisonende mit 28 Toren aus 32 absolvierten Spielen klar an. Damit holte er sich nicht nur die erste Torschützenkrone der J. League, sondern wurde zusammen mit Kazuyoshi Miura als beste Stürmer auch noch in die „Beste Elf des Jahres“ gewählt. Auch in der J. League 1994 konnte Díaz zum Teil an den Erfolgen der vorhergegangenen Spielzeit anschließen, rangierte aber nach insgesamt 37 Einsätzen in der aufgestockten Liga zusammen mit Nobuhiro Takeda mit 23 Treffern lediglich an vierter Stelle der Torschützenliste. In der Tabelle musste er sich mit den Yokohama F. Marinos lediglich mit einem Platz im Tabellenmittelfeld begnügen. Das Spieljahr 1995 sollte schließlich auch das letzte in seiner rund 18-jährigen Profikarriere darstellen. In diesem Jahr absolvierte der Offensivakteur noch sechs offizielle Ligaspiele, in denen er einen Treffer erzielte und danach endgültig seine aktive Karriere als Fußballspieler beendete.

## Nationalmannschaftskarriere
Nachdem er zuvor bereits in zahlreichen Spielen der argentinischen Jugendauswahlen eingesetzt worden war, kam er im Laufe der Zeit in den Juniorenkader seines Heimatlandes. Mit der Mannschaft nahm er unter anderem auch an der Junioren-Fußballweltmeisterschaft 1979 in Japan teil und trat dabei neben Offensivakteuren wie Osvaldo Escudero, Juan Barbas, Diego Maradona oder Gabriel Calderón in Erscheinung. Nach Siegen über die Alterskollegen aus Polen, der SFR Jugoslawien und Indonesien, wo Díaz Torgefährlichkeit bereits deutlich spürbar war, zog die Mannschaft nach deutlichen Siegen im Viertelfinale gegen Algerien und im Halbfinale gegen Uruguay in die Finalbegegnung ein. Dort traf das Team auf die U-20-Nationalmannschaft der Sowjetunion, die man ebenfalls deutlich mit 3:1 abfertigte. Am Ende des Turniers rangierte Díaz mit acht Treffern aus sechs Partien klarer Torschützenkönig des Bewerbs. Im Laufe Weltmeisterschaft traf er gleich zwei Mal im Hattrick und war neben einem Tor im Semifinale auch im Finale gegen die Sowjetunion erfolgreich. Parallel dazu wurde sein Teamkollege, der bereits aufstrebende Diego Maradona zum besten Spieler des Bewerbs ausgezeichnet. Noch im gleichen Jahr gab Díaz auch sein Debüt für die A-Nationalmannschaft seines Heimatlandes und nahm mit dieser auch an Mundialito teil, wo er auch einmal zum Torerfolg kam. Als Weltmeister 1978 automatisch für die WM 1982 qualifiziert, nahm Ramón Díaz mit der Mannschaft an der WM-Endrunde in Spanien teil. Dort wurde er in vier Partien eingesetzt, spielte aber nie über die volle Spieldauer und erzielte bei der 1:3-Niederlage in der zweiten Finalrunde gegen Brasilien das einzige Tor der Argentinier, was auch das Aus für das argentinische Aufgebot bei dieser WM bedeutete. Laut Annahmen vieler kam es nach dem WM-Aus zu einer gewissen Fehde zwischen Maradona und Díaz, wobei dieser angeblich dem Cheftrainer des Nationalteams mitteilte nicht mehr mit Díaz in der Nationalmannschaft zusammenspielen zu wollen. Maradona dementierte dies allerdings in seiner Autobiografie, in der er schrieb, dass er den damaligen Trainer des Nationalteams Carlos Bilardo, der das Traineramt ab 1983 innehatte, kontaktierte und meinte, dass er Díaz in den argentinischen Kader für die WM 1986 und die WM 1990 holen solle. Am Ende lag es allerdings am Trainer, der Ramón Díaz nach 1982 nie wieder ins Nationalteam zurückholte. Bis zu seinem Ausscheiden aus der Nationalelf seines Heimatlandes hatte es Díaz auf insgesamt 22 Länderspielauftritte gebracht, in denen er zehn Tore erzielte. Anderen Quellen zufolge absolvierte er auch 24 Länderspiele für sein Heimatland.

## Trainerkarriere

### Erfolgreicher Trainer bei River Plate
Gleich nach seinem offiziellen Karriereende zog es ihn wieder nach Argentinien, wo er sofort als neuer Cheftrainer von River Plate vorgestellt wurde und dabei Carlos Babington ablöste. Die Erfolge mit Díaz ließen nicht lange auf sich warten, denn bereits in seinem ersten Trainerjahr holte er sich mit der Mannschaft die Copa Libertadores des Jahres 1996, sowie die Torneo Apertura 1996. In dieser Saison schaffte das Team auch 15 Siege aus 19 absolvierten Spielen und stellte mit dem späteren Legionär Julio Cruz einen der torgefährlichsten Spieler der Liga. Auch in der darauffolgenden Torneo Clausura 1997 dominierte River Plate klar in der Tabelle und hatte mit dem Routinier Enzo Francescoli, der kurz danach seine Karriere als Aktiver beendete, einen River-Plate-Spieler auf dem zweiten Platz der Torschützenliste stehen. Knapper wurde es in der Toreno Apertura 1997, als River Plate mit nur einem Punkt Vorsprung auf die Boca Juniors den Meistertitel nach Belgrano holte. Aufgrund des Sieges in der Copa Libertadores nahm die von Ramón Díaz trainierte Mannschaft auch am Supercopa Sudamericana, der letzten Austragung dieses Bewerbs überhaupt, teil. Dort konnte sie den Titel mit einem Gesamtscore von 2:1 gegen den FC São Paulo gewinnen. Nachdem die Erfolge 1998 ausblieben, das Team in der Torneo Clausura 1998 nur auf dem siebenten Tabellenplatz rangierte und in der nachfolgenden Torneo Apertura 1998 gar auf den 15. Platz abrutschte, kehrte der Erfolg im Jahre 1999 wieder zurück. In der Torneo Clausura 1999 noch Vizemeister hinter den Boca Juniors holte das Team bereits in der Saison darauf, der Torneo Apertura 1999, den Titel zurück nach Belgrano. Dabei hatte das Team einen Punkt Vorsprung auf den nächsten Verfolger CA Rosario Central und drei Punkte Vorsprung auf die Boca Juniors. Nach dem Meistertitel zog sich Díaz kurzzeitig zurück und ließ stattdessen Américo Gallego zum Einsatz kommen, der mit der Mannschaft einen weiteren Meistertitel gewann und danach auch noch zweifacher Vizemeister wurde. Zur Torneo Apertura 2001 löste Díaz seinen Ex-Teamkollegen wieder ab und übernahm erneut das Amt des Cheftrainers bei River Plate, wo er umgehend Vizemeister wurde. Gleich im Anschluss darauf konnte er mit der Mannschaft in der Torneo Clausura 2002 einen weiteren Meistertitel feiern, ehe er die Mannschaft, die in der Torneo Apertura 2002 nur mehr auf den dritten Platz kam, noch im Jahre 2002 verließ und sein Amt an den Chilenen Manuel Pellegrini abgab.

### Über England zurück in die Heimat
Nach einiger Zeit ohne Trainerstation wurde er Anfang Dezember 2004 vom Football League Two Oxford United unter Vertrag genommen, nachdem der bisherige Trainer Graham Rix sein Amt nach nur wenigen Monaten wieder niederlegen musste und Darren Patterson als Interimstrainer bestellt wurde. Bei den Engländern unterzeichnete er einen Vertrag mit einer Laufzeit von lediglich einem halben Jahr und nahm zudem auch noch zwei Co-Trainer, einen Doktor, einen Physiotherapeuten bzw. Physiotrainer sowie zwei Dolmetscher mit in den Verein, wobei der bisherige Interimstrainer Patterson weiterhin an der Seite von Díaz eingesetzt wurde. Durch Ramón Díaz fanden auch einige Argentinier den Weg zum Klub aus der Universitätsstadt Oxford. Darunter waren nicht nur seine beiden Söhne, die anfangs vor allem für die Reservemannschaft vorgesehen waren, sondern auch der Mittelfeldakteur Juan Pablo Raponi, der einst unter Díaz sein Profidebüt für River Plate gab und von Olimpo de Bahía Blanca aus zu den Engländern stieß. Erster Neuzugang unter Díaz Amtszeit war allerdings der kongolesisch-französische Offensivspieler Ebeli Mbombo Doudou, auch Ebeli Mbombo oder einfach nur Doudou, der aus Frankreich zum Verein stieß. Während sein älterer Sohn den Durchbruch ins Profiteam schaffte, avancierte Ramón Díaz, die Siege in Prozent der Einsätze betrachtet, zu einem der besten Trainer des Klubs der letzten 20 Jahre. Zum Jahreswechsel 2004/05 berichtete die britische Tageszeitung The Independent, dass Díaz zahlreiche Angebote anderer Klubs ausschlug, nur um Erfahrung im englischen Fußball zu sammeln und das auch noch ohne dafür ein fixes Gehalt zu verlangen. Zum Verein selbst kam er, nachdem Firoz Kassam, der damalige Besitzer von Oxford United, der selbst lange Jahre in Monaco tätig war, durch einen Geschäftskollegen und Agenten auf Díaz aufmerksam gemacht wurde. Den Wechsel nach Oxford trat der ehemalige argentinische Internationale, der anfangs auch mit den Queens Park Rangers in Verbindung gebracht wurde, erst an, nachdem er mit seinem ehemaligen Co-Trainer bei River Plate, Horacio Rodriguez, einige Spiele des Klubs besucht hatte und sich so eingehend auf einen möglichen Wechsel vorbereitet hat. Grund für die entgeltfreie Arbeit aller Argentinier im Klub war vor allem, dass alle Nicht-EU-Bürger eine Arbeitserlaubnis brauchen, um überhaupt in einem solchen Land zu arbeiten. Um dies zu umgehen, beschlossen die Argentinier entgeltfrei beim Verein einzusteigen. Nach Auslaufen des Vertrages verließ er zusammen mit seinem Team den Verein wieder in Richtung Heimat.

### Meister mit San Lorenzo und Zeit in Mexiko
Im Laufe der Jahre hatte Ramón Díaz verschiedene Angebote vorliegen, entschied sich aber erst Ende des Jahres 2006 für einen Wechsel innerhalb Argentiniens zum CA San Lorenzo de Almagro. Zudem übernahm er dabei auch die technische Leitung des Klubs. Mit San Lorenzo konnte er die Torneo Clausura 2007 gewinnen, was den ersten Titel für Klub aus dem Arbeiterviertel Boedo seit über sechs Jahren bedeutete. Kurz vor Abschluss der Torneo Clausura 2008 verließ er schließlich den Verein, um durch Miguel Ángel Russo ersetzt zu werden. Noch Mitte Juni wurde er vom mexikanischen Verein Club América unter Vertrag genommen, obgleich die Mexikaner nichts Genaueres über den Vertrag bekanntgaben. Dennoch wurde darüber berichtet, dass er für seine Arbeit in Mexiko eineinhalb Millionen Dollar im Jahr bekäme und dazu auch noch Anspruch auf weitere leistungsbezogene sechs Millionen US-Dollar hätte. Mit dem mexikanischen Erstligisten blieb er titellos und verließ den Verein nach rund 24 Einsätzen noch im Februar 2009, um in seine Heimat zurückzukehren und beim Club América durch Jesús Ramírez ersetzt zu werden. Danach blieb Ramón Díaz bis zum Sommer 2010 vereinslos, ehe er Ende Mai erneut einen Vertrag bei CA San Lorenzo unterschrieb. Dabei ersetzte er den Interimstrainer Sebastián Méndez, der nur kurz davor seinen Posten verließ. Zu ebendieser Zeit wurde auch bereits über einen möglichen Abgang Diego Maradonas beim argentinischen Nationalteam diskutiert, wobei auch Díaz als möglicher Nachfolger gewertet wurde. Dieser entschied sich jedoch schon im Vorhinein dagegen, da er erst kurz davor bei San Lorenzo unterschrieben hatte und den Verein nicht ohne Einsatz wieder verlassen wollte. Nachdem es die Mannschaft in der Torneo Apertura 2010 lediglich auf den 14. Tabellenplatz brachte, gab Ramón Díaz bereits Ende April 2011 seinen Rücktritt als Trainer des argentinischen Erstligisten bekannt. Nach seinem Abgang galt Diego Maradona als sein möglicher Nachfolger, jedoch zog es den Jahrhundertfußballer nach Dubai zu Al-Wasl.

### Independiente, River Plate, Paraguay
Im September 2011 übernahm Díaz den Cheftrainerposten bei CA Independiente. Er erreichte mit dem Klub die Qualifikation für die Copa Sudamericana 2012. Insgesamt waren die erzielten Ergebnisse mit 20 Punkten in vier Spielen nicht ausreichend und er wurde im März 2012 wieder entlassen. Nach fast neun Monaten ohne Engagement wurde Díaz Ende November des Jahres zum dritten Mal von River Plate verpflichtet. Anfang des Jahres 2014 wurde sein verlängert. Am 24. Mai gewann er mit dem Klub das Superfinal 2014 der argentinischen Meisterschaft. Drei Tage später verließ er den Klub mit der Erklärung, mit River Plate alles gewonnen zu haben und das Gefühl habe dem Klub nichts mehr geben zu können.
Im Dezember 2014 gab der Fußballverband von Paraguay bekannt, Díaz als Trainer der Nationalmannschaft angestellt zu haben. Der Kontrakt erhielt eine Laufzeit bis zum Ende der Fußball-Weltmeisterschaft 2018. Sein erstes Turnier mit der Auswahl war die Copa América 2015. In dieser erreichte man das Halbfinale, in welchem Paraguay mit 1:6 gegen Argentinien unterlag. Das Spiel um den dritten Platz ging mit 0:2 gegen Peru verloren. Das nächste Turnier war die Copa América Centenario 2016. In dem Turnier konnte die Mannschaft in der Gruppenphase gegen die USA, Kolumbien und Costa Rica nur ein Unentschieden (Costa Rica 0:0) erreichen und musste zwei Niederlagen (Kolumbien 1:2, USA 0:1) hinnehmen. Einen Tag nach der Niederlage gegen die USA, trat Díaz am 12. Juni 2016, von seinem Amt zurück.

### Saudi-Arabien und Ägypten
Im Oktober 2016 nahm Díaz die Trainerstelle von al-Hilal in Saudi-Arabien ein. Der Trainer ließ sich zwei Ausstiegsklauseln in Vertrag schreiben. Sollten River Plate oder der argentinische Fußballverband ihn als Cheftrainer anfragen, hätte er kündigen können. Díaz löste den entlassenen Gustavo Matosas ab. Gleich in der Saison 2016/17 konnte er den Klub zur Meisterschaft führen. Es folgten der Sieg im Kings Cup 2017 und die Vizemeisterschaft in der AFC Champions League 2017. Im Februar 2018 wurde er wegen schlechter Leistungen der Mannschaft entlassen.
Im Mai 2018 ging Díaz zum Ligakonkurrenten von al-Hilal dem Ittihad FC. In die Saison 2018/19 startete die Liga am 30. August 2018. Nach den ersten zwei Spieltagen wurde Díaz wieder, nach zwei Niederlagen, wieder entlassen.
Im Januar 2019 wurde die Verpflichtung von Díaz durch den ägyptischen Klub Pyramids FC bekannt. Bereits im Mai beendete er seine Zusammenarbeit mit den Ägyptern wieder. Zu dem Zeitpunkt hatte er eine Bilanz von acht Siegen, drei Unentschieden und einer Niederlage, mit 21 erzielten Toren und acht Gegentoren, aufzuweisen. Sein Team belegte mit 69 Punkten den zweiten Platz, fünf Punkte hinter Spitzenreiter El Ahly.

### Paraguay, Brasilien, Arabien
Mitte Dezember 2019 wurde der Wechsel von Díaz nach Paraguay zum Club Libertad bekannt. Nach einer Niederlage in der Copa Libertadores 2020 gegen den FC Caracas am vierten Spieltag der Gruppenphase legte er seine Tätigkeit nieder.
Bereits im November des Jahres nahm er eine neue Anstellung in Brasilien beim Botafogo FR auf. In der Série A 2020 lag der Klub am 18. Spieltag auf dem 16. Platz, einen Rang vor den Abstiegsplätzen. Díaz wurde der vierte Trainer bei dem Klub in der Saison und sollte nicht der letzte bleiben. Einen Tag nach der Bekanntgabe seiner Anstellung reiste er nach Paraguay, wo er sich einer Operation unterzog. Nachdem sich die Entlassung aus dem Krankenhaus verzögerte und nicht absehbar war, wann er die Mannschaft das erste Mal überhaupt betreuen würde, wurde ihm am 27. November gekündigt.
Seine nächste Station wurde in den VAE der al-Nasr SC. Ein Jahr später wechselte er vorzeitig und kehrte an seine Wirkstätte beim al-Hilal zurück. Mit al-Nasr erreichte er das Finale AFC Champions League 2022/23. Wie aber bereits 2017 musste man sich mit dem zweiten Platz begnügen. Nach dem Gewinn des Kings Cup 2022/23 im Mai 2023 legte Díaz sein Amt nieder und sein Sohn Emiliano Diaz übernahm die Mannschaft für den Rest der Saison. Als Grund für den Rücktritt wurde bekannt, dass er näher bei seiner Familie sein wollte. Seine Frau war im März bei einem, durch seinen Sohn Michael verursachten, Unfall ums Leben gekommen.
Erst im Juli 2023 nahm Díaz wieder ein Angebot an. Er ging zum zweiten Mal nach Brasilien zum CR Vasco da Gama. Der Klub hatte als Vierter der Série B 2022 den Aufstieg geschafft und lag zum Zeitpunkt seiner Verpflichtung nach dem elften Spieltag der Série A 2023 auf dem neunzehnten Platz. Am Ende der Saison im Dezember konnte der Klub die Spielklasse als 14. halten. In der Staatsmeisterschaft von Rio de Janeiro 2024 erreichte er mit Vasco das Halbfinale, unterlag aber überraschend dem Nova Iguaçu FC (1:1, 0:1). Nachdem Vasco am 4. Spieltag der Série A 2024 auf dem 17. Platz lag, wurde er am 27. April entlassen. Am 10. Juli wurde Díaz dann vom Ligakonkurrenten SC Corinthians aus São Paulo als neuer Trainer vorgestellt. Die Série A 2024 schloss er mit dem Klub als Siebter ab, womit sich dieser für die Qualifikationsrunde der Copa Libertadores 2025 qualifizierte. Ende März 2025 konnte Díaz mit Corinthians den Gewinn der Staatsmeisterschaft von São Paulo feiern. Am 21. April wurde ihm, aufgrund schlechter Leistungen der Mannschaft, nach dem vierten Spieltag in der Série A 2025 gekündigt.

## Familie, Trivia, Privates
Während seiner Zeit in Neapel wurde sein erster Sohn mit dem Namen Emiliano Díaz geboren, der selbst versuchte, an die Karriere seines Vaters anzuschließen, dies aber nur mit mäßigem Erfolg schaffte. Unter seinem Vater gab er sein Profidebüt bei River Plate und wurde nach nur einem Spiel nie wieder eingesetzt. Danach wurde er von seinem Vater auch noch zu den Vereinen Oxford United und CA San Lorenzo geholt, wo dieser zu dieser Zeit das Traineramt belegte. Sein zweiter Sohn mit dem Namen Michel Díaz wurde während seiner Vereinsangehörigkeit zur US Avellino geboren. Auch er versuchte sich als Fußballspieler, brachte es aber kaum über den Amateurbereich hinaus, stand aber durch Mithilfe seines Vaters kurzzeitig im Profikader des CA San Lorenzo und in der Reservemannschaft von Oxford United.

## Erfolge

### Als Spieler
River Plate
- Meister der Metropolitano: 1979, 1980
- Meister der Nacional: 1979, 1981
- Meister der Torneo Apertura: 1991
- Torschützenkönig der Apertura: 1991 (14 Tore)
- Vizemeister der Torneo Apertura: 1992

Inter Mailand
- Meister der Serie A: 1988/89

AS Monaco
- Französischer Fußballpokalsieger: 1990/91
- Vizemeister der Division 1: 1990/91

Yokohama F. Marinos
- Torschützenkönig der J. League: 1993 (28 Tore)
- Wahl in die „Beste Elf des Jahres“: 1993

Argentinien
- Junioren-Fußballweltmeister: 1979
- Torschützenkönig der Junioren-Fußballweltmeisterschaft: 1979 (8 Tore)
- WM-Teilnehmer: 1982

### Als Trainer
River Plate
- Sieger der Copa Libertadores: 1996
- Sieger der Supercopa Sudamericana: 1997
- Meister der Torneo Apertura: 1996, 1997, 1999
- Meister der Torneo Clausura: 1997, 2002
- Vizemeister der Torneo Clausura: 1999
- Vizemeister der Torneo Apertura: 2001
- Meister: 2014

CA San Lorenzo
- Meister der Torneo Clausura: 2007

al-Hilal
- Saudi Professional League: 2016/17
- Kings Cup: 2017, 2022/23

Corinthians
- Staatsmeister von São Paulo: 2025